# Park Soo-keun
Park Soo-keun (박수근, 朴壽根) est  un peintre coréen (1914-1965).  Il a souffert de la pauvreté tout au long de sa vie mais ses peintures sont maintenant les plus cotées du marché sud-coréen.
Ses sujets de prédilection sont les paysans, en particulier les femmes et les enfants et il met en valeur leur beauté simple et modeste. Sa formation est celle d'un autodidacte ce qui fait son originalité et sa force puisqu'il n'est pas influencé par les autres artistes. Sa spécificité est de créer une surface qui rappelle le granit avec des brosses et des couteaux en appliquant de manière répétée de fines couches de peintures. Il utilise des couleurs modérées et simplifie les formes avec des lignes noires pour recréer une atmosphère reproduisant le sentiment coréen

## Biographie
Park est né le 21 février 1914 dans une famille aisée et chrétienne de Yanggu (Gangwon). Cependant, alors qu'il n'a que sept ans, les difficultés financières commencent car son père perd sa fortune dans une exploitation minière. Il doit donc quitter l'école à la fin de la primaire et doit renoncer à son rêve d'aller dans une école d'art au Japon. A la place, il travaille sur les chantiers entre Chuncheon, Pocheon et Séoul. En 1932, une de ses œuvres est sélectionnée pour la première fois dans un concours, celui de Seonjeon. Il s'agit de l'aquarelle « Le printemps est arrivé ». C'est le début d'une longue série de prix. 
Il épouse Kim Bok-sun en février 1939 puis ils partent s'installer à Pyongyang où il travaille comme secrétaire à la préfecture. Sa femme et ses enfants doivent quitter Pyongyang en 1944 à cause des bombardements américains et ils partent s'installer à Kumsong. Il les rejoint en novembre 1945 peu après la libération pour travailler comme professeur de peinture au collège de cette ville. Cependant, à cause de sa foi et de son idéologie, il est surveillé par les communistes. Lorsque la guerre de Corée éclate, craignant pour sa vie, il passe au Sud.
En 1953, il s'installe dans une base de l'armée américaine où il dessine des portraits des soldats. Ses œuvres commencent à attirer l'attention des étrangers et il peut dès lors vivre chichement de son art. Consommateur excessif d'alcool, sa santé s’abime. Il perd son œil gauche puis finit par mourir d'une cirrhose du foie à l'âge de 51 ans le 6 mai 1965. Il est enterré à Pocheon.

## Œuvres majeures
- Le printemps est arrivé (aquarelle, 1932), sélectionné au 11e concours Seonjeon.
- Jeune femme travaillant (aquarelle, 1936), 2e prix au 15e concours Seonjeon.
- Le printemps (aquarelle, 1937), une peinture montrant la cueillette d'herbes sauvages, sélectionné au 16e concours Seonjeon.
- Femme paysanne (première peinture à l'huile, 1938), 4e prix au 17e concours  Seonjeon.
- Belle journée (peinture à l'huile, 1939), nouvelle version de Le printemps est arrivé , 5e prix au 18e concours Seonjeon.
- Femme dévidant du fil (1943), sa femme sert de modèle, sélectionné au 22e concours Seonjeon.
- Maison (1953), grand prix à la 2e exposition nationale des arts.
- Sur la voie publique (1953).
- Paysage et Mortier (1954), primés à la 3e exposition nationale des arts.
- Montagne et Au bord de la route (1954), 4e exposition collective d'art coréen
- Après-midi (1955), primé à la 4e exposition nationale des arts.
- Surface de la route et Deux femmes (1955), 7e exposition collective d'art coréen, prix du président du comité culturel
- Arbre (1956), primé à la 5e exposition nationale des arts.
- Trois femmes (grand tableau de 162x112 cm, 1957), non primé à la 6e exposition nationale des arts.
- Colporteur au bord de la route (1958), exposition d'art oriental et occidental à San Francisco
- Mère et fils (1958), World House Gallery, New York.
- Journée libre et Femme assise (1959), artiste recommandé à la 8e exposition nationale des arts.
- Femme qui se repose et Enfants qui s'amusent (1959), 3e exposition d'artistes contemporains
- Filles du bord de route (1960), artiste recommandé à la 9e exposition nationale des arts.
- Personne âgée (1961), artiste recommandé à la 10e exposition nationale des arts.
- Exposition internationale des arts et de liberté (Tokyo, 1961).
- Vache et amusement (1962), membre du jury à la 11e exposition nationale des arts, conservé actuellement à la galerie Hoam
- Musique (1963), artiste recommandé à la 12e exposition nationale des arts.
- Grand-père et petit-fils (1964), artiste recommandé à la 13e exposition nationale des arts, conservé actuellement au Musée national d'art contemporain.

## Récompenses
- 1980 : Médaille d'argent de l'ordre du mérite culturel

## Sources
- « Park Soo-keun, l'un des peintres coréens les plus appréciés du 20e siècle », KBSworld, le 29 aout 2013.
- (fr) Le musée de Park Soo-keun à Yanggu